# 鈴木成美
鈴木 成美（すずき なるみ、1986年10月15日 - ）は、静岡県出身の競艇選手。
登録番号4244。身長150cm。血液型AB型。92期。静岡支部所属。同期に大峯豊、松村敏、西村歩らがいる。

## 来歴
- 浜松オートレース場の看板選手である鈴木辰己の娘として生まれる。やまと競艇学校（リーグ勝率5.62、準優出3、優出2、卒業記念競走優出）を経て、2003年5月8日、地元浜名湖競艇場で開催された「ローリーアタック」1Rでデビュー（6着）。[1]
- 2003年6月8日、戸田競艇場・女子リーグ戦にてデビュー17走目で初勝利。
- 2006年、山田雄太との間に子をもうけ産休に入る。2007年出産、同年6月浜名湖競艇場・女子リーグ戦にて復帰。
- 2011年5月8日、下関競艇場で開催されたスポニチ金杯W優勝戦 競艇の日大賞における準優9Rを2着にまとめて初優出。そして翌日5月9日の優勝戦でも、横西奏恵らを抑えて一気に初優勝を果たしている。[2]

## 人物・エピソード
- スタートが女子選手の中では群を抜いており、A1級選手並みの早いタイミングでスタートを決めてくる。因みに、父・辰己はオートレース界でも一二を争うスタート巧者である。